# Чижовский плацдарм

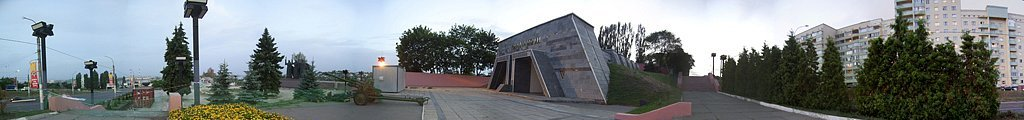
Панорама мемориала

Чижовский плацдарм — мемориальный комплекс в Воронеже, посвящённый советским солдатам, защищавшим город во время Великой Отечественной войны. Современный памятник открыт 5 мая 1975 года около Вогрэсовского моста на территории Чижовки (бывшей городской слободы). Окончательно работы были завершены к 40-летию Великой Победы, в апреле 1985 года. Расположен в Ленинском районе города. Мемориал сооружён по проекту скульпторов А. А. Толмачевой, О. П. Толмачева и архитектора В. К. Селютина. Ансамбль погребального комплекса состоит из братской могилы и «Зала Памяти», где на стенах выбиты имена защитников Воронежа. На высоком подиуме установлена скульптурная группа в виде трех солдат, покрытых листовой бронзой, отдающих салют погибшим. Ветер развевает плащ-палатки за их спинами.
В 2007 году управой Ленинского района Воронежа была проведена паспортизация памятника истории и культуры «Братская могила № 1» («Чижовский плацдарм»). Завершён ремонт системы отопления, проведена облицовка мраморными плитами постамента памятника. Основные работы по благоустройству и ремонту памятника «Чижовский плацдарм» включены в муниципальную целевую программу «Сохранение и развитие культуры и искусства городского округа город Воронеж на 2007—2010 годы» и запланированы к 65-й годовщине Великой Победы.
 
Жизнью своей потомки обязаны вам

## История
Чижовский плацдарм — это правобережное предместье города. Бои на Чижовском плацдарме развернулись в сентябре 1942 года. Советские воины стояли тут насмерть до полного освобождения и отбили город у фашистских захватчиков, превосходящих силы советской армии. В битве прославился сводный отряд народного ополчения, который в основном состоял из воронежцев.
Бои за Чижовку вошли в историю сражения за Воронеж как образец величайшего мужества и героизма советских воинов. Плацдарм был занят советскими войсками в августе 1942 г. Бои за Чижовку длились днем и ночью 204 дня, с 6 июля 1942 года до освобождения города 25 января 1943 года.
Именно с Чижовки был нанесен один из главных ударов по вражеским войскам при освобождении города в январе 1943 года. С 25 января 1943 года с Чижовского плацдарма началась Воронежско-Касторненская наступательная операция.

## Современное состояние
До 2012 года мемориальный комплекс находился в плачевном состоянии. Мраморные плиты, обрамляющие памятник, грозили обрушением в любую минуту. Для восстановления мемориала потребовалось 3 млн. рублей.
1 июня 2009 года рядом с мемориалом был заложен и освящён камень в основание первого в Воронеже храма в честь святого благоверного Великого князя Димитрия Донского.
В 2012 году мемориал был реконструирован

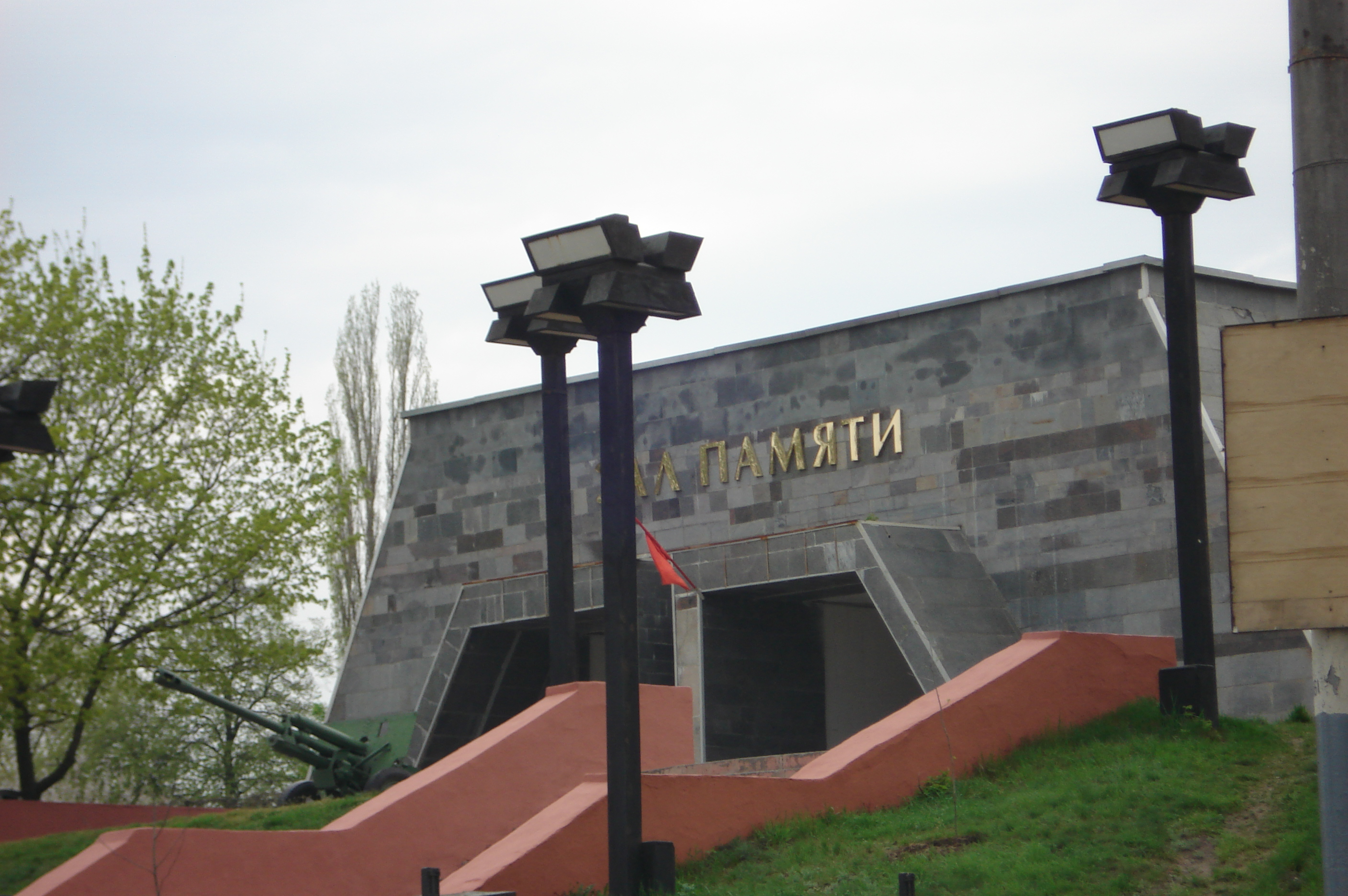
Зал памяти
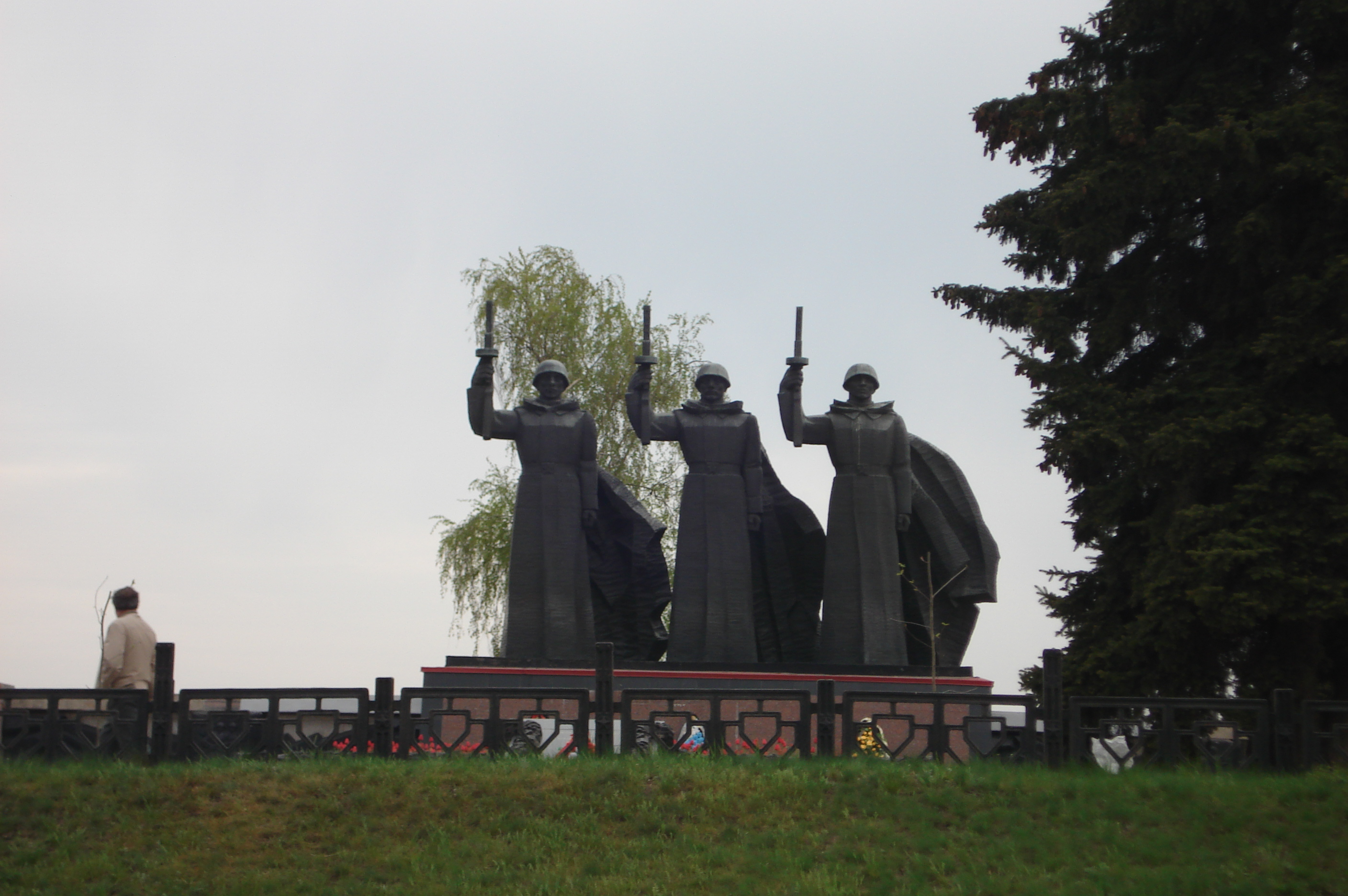
Монумент «Три солдата»